# Seznam uměleckých realizací ve veřejném prostoru v Satalicích
Seznam uměleckých realizací v Satalicích v Praze 9 obsahuje tvorbu výtvarných umělců umístěnou ve veřejném prostoru v katastrálním území Satalice. Seznam je řazen podle ulic a nemusí být úplný.

## Seznam uměleckých realizací
| Název                  | Fotografie                                                              | Lokace                                                    | Autor                     | Rok       | Popis                | Poznámka                        |
| ---------------------- | ----------------------------------------------------------------------- | --------------------------------------------------------- | ------------------------- | --------- | -------------------- | ------------------------------- |
| Pylon se symbolem ohně | Kategorie „Pylon se symbolem ohně (Adolf Havelka)“ na Wikimedia Commons | Budovatelská 155/11 50°7′16,24″ s. š., 14°33′55,35″ v. d. | Adolf Havelka (1930–2015) | 1971–1989 | pylon, nerezová ocel | Plynárna Satalice, před vchodem |